# Khamsin
Khamsin er en meget varm og tør vind som bidrager til at sandet hvirvles op til en sandstorm. Disse meget varme vinde forekommer først og fremmest om foråret og sommeren i Egypten og Libyen. Sandstormene kan blive så kraftige at himlen bliver helt rød af sand, som blæser omkring.
Disse vinde blæser ud over Middelhavet og indeholder en masse stof og sand, som hvirvles op fra Sahara. Som regel er vinden blevet mere fugtig når den når Sydeuropa.